# Ramon Pujol i Llanes
Ramon Pujol i Llanes (Solsona, 1882 - 1949), segons les fonts Ramon Pujol i Llanas, prevere, organista i compositor català, professor de piano, i organista titular de la catedral de Solsona.

## Biografia
Va néixer l'any 1882 a Solsona, a Cal Folia, fet que li va valdre el sobrenom de Mossèn Folia.
El 1907 va ser ordenat prevere. Va ser organista de l'Església Parroquial de Berga entre 1906 i 1909. Entre els anys 1910 i 1922, exercí la responsabilitat de mestre director de l'Escolania de la Mare de Déu del Claustre de Solsona i el 1922 va guanyar les oposicions d'organista de la catedral de Solsona, càrrec que ocupà fins al 1947, any en què es retirà degut al seu delicat estat de salut.
Va compondre diverses obres d'àmbit religiós, entre les quals destaca la marxa pontifical que compongué el 1946 i que dedicà a Vicent Enrique i Tarancón, aleshores bisbe de Solsona. També va escriure obres d'estil popular com ara caramelles, cançons, sardanes, música pels Pastorets, entre d'altres. A més, va realitzar una tasca etnològica i folklorista a l'entorn de les festes populars de Solsona vinculades a la Mare de Déu del Claustre i fou el primer músic que recollí i inventarià les melodies populars dels gegants i altres elements del Corpus i la Festa Major de la ciutat i les harmonitzà per a petita banda.
Era oncle del poeta solsoní Ramon Valls i Pujol.
Morí a la seva ciutat natal l'any 1949.

## Obra
Algunes de les obres del compositor són les següents.

### Obres vocals religioses
- Dios de mi vida (?).[5]

### Obres per orgue
- Himne al Cor de Maria (1921).[1]
- Marxa Pontifical (1946).[1]

### Sardanes
- Maria (?), per a piano.[6]
- Guissona (?), per a cor.[7]
- Els Gegants de Solsona (1948), per a piano. Versió per a cobla d'Albert Fontelles i Ramonet (2011).[8]

### Caramelles
- Americana (1903) (cançó de caramelles)[9]
- Cant de Primavera (1911) (americana)[10]
- Cant de Glòria (1918) (combinat)[11]
- Cant de Felicitació (1928) (vals/jota)[12]

### Goigs
- Goigs de Sant Julià: patró dels caçadors de Solsona i comarca (?).[13]

### Música escènica
- Els Pastorets (?).[14]

### Música popular
- Música per les danses del ball de bastons, cavallets i gegants (1935), per a petita banda.[15][4]
- La Festa Major de Solsona, pasdoble (dècada de 1930), instrumentat per a banda pel músic Albert Fontelles i Ramonet (2010).[4][16]
- Marxa, pasdoble (Setembre de 1939), instrumentat per a banda pel músic Albert Fontelles i Ramonet (2022).[17]